# Gilbert Bodart
Gilbert Bodart (ur. 2 września 1962 w Ougrée) – belgijski piłkarz, występujący na pozycji bramkarza. Obecnie trener klubu RJ Rochefort.

## Kariera klubowa
Bodart profesjonalną karierę rozpoczynał w Standardzie Liège. Debiut w Eerste Klasse zaliczył w 1981 roku. Był to jednak jedyny mecz rozegrany przez niego w tamtym sezonie. Wtedy też jego drużyna została mistrzem Belgii, a także finalistą Pucharu Zdobywców Pucharów i Superpucharu Belgii, w których zostali pokonani odpowiednio przez KSV Waregem oraz FC Barcelonę. W kolejnym sezonie Standard ponownie zdobył mistrzostwo kraju, jednak Bodart nie miał w tym udziału, gdyż ani razu nie wystąpił w lidze. Bramkarzem numer jeden w barwach Les Rouches stał się w 1984 roku. W sezonie 1985/86 udało mu się zdobyć trzy bramki w rozgrywkach ligowych. Był to gole strzelone z rzutów wolnych. W późniejszych latach wraz ze Standardem dwa razy sięgnął po wicemistrzostwo Belgii, a także raz po puchar Belgii. Łącznie w barwach ekipy ze Stade Maurice Dufrasne rozegrał 369 spotkań i zdobył w nich cztery bramki.
W 1996, po piętnastu latach spędzonych w Liège, przeniósł się do francuskiego Girondins Bordeaux. Jednak po roku w Ligue 1, powrócił do byłego klubu - Standardu. W 1998 odszedł do włoskiego drugoligowca - Brescii Calcio. W drugim sezonie po przyjściu wywalczył z klubem awans do Serie A, ale pozostał na zapleczu ekstraklasy, gdyż związał się kontraktem z Ravenną Calcio. Jednak po spadku tej drużyny do trzeciej ligi, powrócił do Jupiler League, a konkretnie do KSK Beveren. W 2002 zakończył tam sportową karierę.
| Sezon   | Klub               | Kraj    | Rozgrywki     | Mecze | Bramki |
| ------- | ------------------ | ------- | ------------- | ----- | ------ |
| 1981/82 | Standard Liège     | Belgia  | Eerste Klasse | 1     | 0      |
| 1982/83 | Standard Liège     | Belgia  | Eerste Klasse | 0     | 0      |
| 1983/84 | Standard Liège     | Belgia  | Eerste Klasse | 8     | 0      |
| 1984/85 | Standard Liège     | Belgia  | Eerste Klasse | 29    | 0      |
| 1985/86 | Standard Liège     | Belgia  | Eerste Klasse | 27    | 3      |
| 1986/87 | Standard Liège     | Belgia  | Eerste Klasse | 33    | 0      |
| 1987/88 | Standard Liège     | Belgia  | Eerste Klasse | 28    | 0      |
| 1988/89 | Standard Liège     | Belgia  | Eerste Klasse | 34    | 0      |
| 1989/90 | Standard Liège     | Belgia  | Eerste Klasse | 34    | 0      |
| 1990/91 | Standard Liège     | Belgia  | Eerste Klasse | 31    | 0      |
| 1991/92 | Standard Liège     | Belgia  | Eerste Klasse | 34    | 0      |
| 1992/93 | Standard Liège     | Belgia  | Eerste Klasse | 29    | 1      |
| 1993/94 | Standard Liège     | Belgia  | Eerste Klasse | 24    | 0      |
| 1994/95 | Standard Liège     | Belgia  | Eerste Klasse | 33    | 0      |
| 1995/96 | Standard Liège     | Belgia  | Eerste Klasse | 24    | 0      |
| 1996/97 | Girondins Bordeaux | Francja | Ligue 1       | 38    | 0      |
| 1997/98 | Standard Liège     | Belgia  | Eerste Klasse | 21    | 4      |
| 1998/99 | Brescia Calcio     | Włochy  | Serie B       | 25    | 0      |
| 1999/00 | Brescia Calcio     | Włochy  | Serie B       | 30    | 0      |
| 2000/01 | Ravenna Calcio     | Włochy  | Serie B       | 13    | 0      |
| 2001/02 | KSK Beveren        | Belgia  | Eerste Klasse | 11    | 0      |

## Kariera reprezentacyjna
W reprezentacji Belgii Bodart rozegrał 12 spotkań. W 1986 roku wziął udział w mistrzostwach świata, na których Belgia zajęła czwartą pozycję. Grał także na mundialu w 1990 roku.